# Задача філософів, що обідають

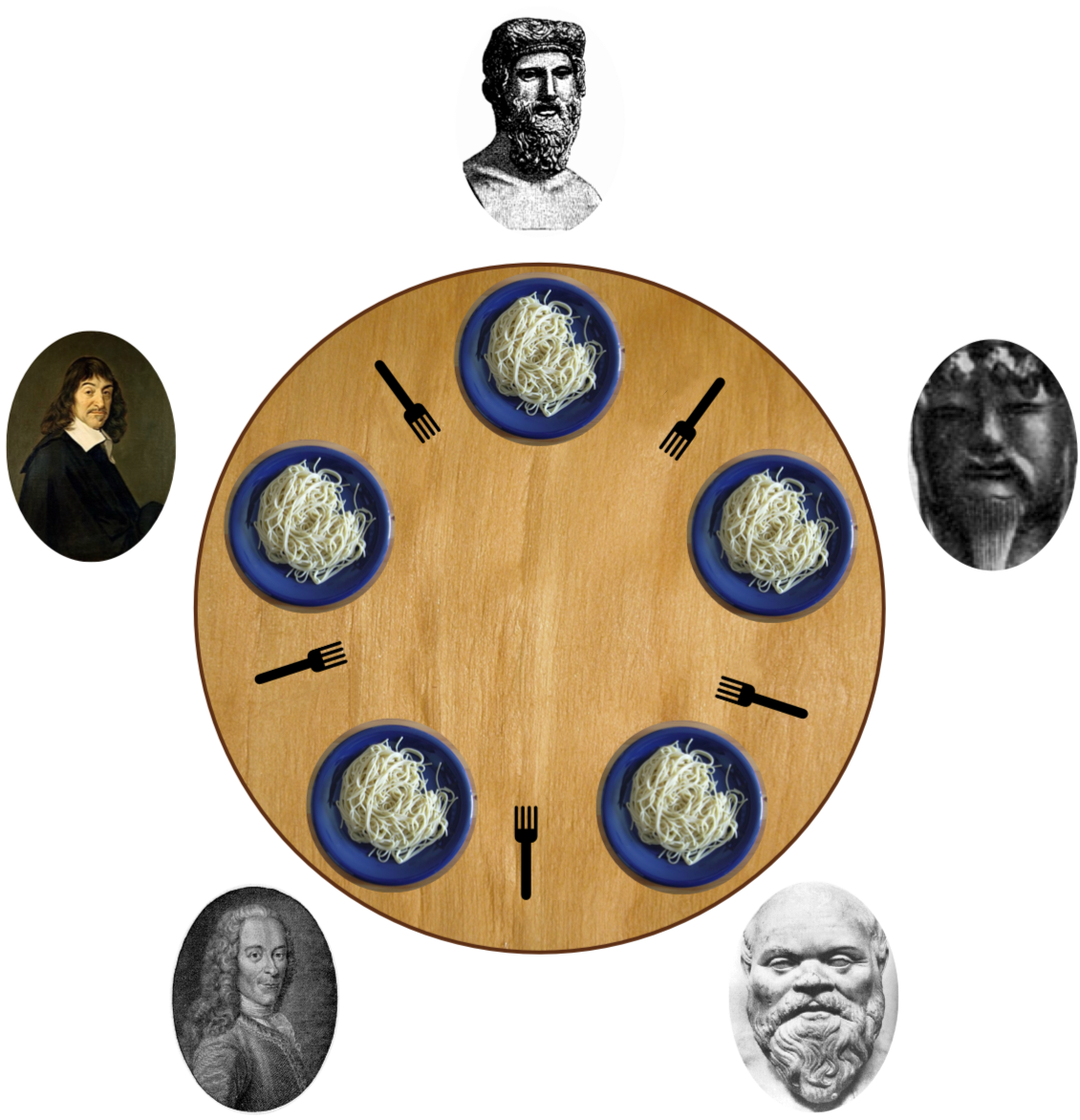
Ілюстрація задачі

Проблема філософів що обідають — типова проблема синхронізації процесів, що може виникати при паралельних обчисленнях.

## Умова
За круглим столом сидить п'ять філософів, які не спілкуються один з одним. Перед кожним стоїть одна тарілка спагеті, а також на столі лежить п'ять виделок, по одній зліва і по одній справа від тарілки. Кожен філософ в певний момент часу може або їсти, або думати. Щоб поїсти дуже довгі макарони, філософу під час їжі потрібно мати дві виделки (альтернативний варіант задачі описує рис і китайські палички).
Коли філософ їсть, він бере дві виделки зі столу, коли поїв — кладе виделки на стіл і починає думати. Через деякий час процес повторюється.
В результаті цього за столом може виникнути ситуація, при якій філософи одномоментно почали їсти і кожен взяв тільки одну виделку. Оскільки всі філософи тримають одну виделку, і чекають на іншу, це призводить до взаємного блокування. Навіть якщо кожен філософ буде класти на стіл взяту раніше одну виделку, після неможливості взяти іншу виделку через деякий час, а потім знову пробуватиме взяти спочатку одну, а потім іншу, це може також не допомогти їм пообідати, якщо вони повторно братимуть виделки одночасно.

## Розв'язки

### Офіціант
Відносно простим розв'язком є додавання офіціанта. Філософи мають просити в нього дозволу перед тим як взяти виделку. Офіціант знає які виделки використовуються, і не допускає взаємного блокування. Таким чином, якщо використовуються 4 виделки, він не дасть п'ятому філософу взяти виделку, і її візьме перший. Коли він поїсть, він відпустить обидві, і п'ятий та другий зможуть поїсти…

### Ієрархія ресурсів
Іншим простим розв'язком є введення над виделками часткового порядку. Пронумеруємо їх від 1 до 5.
Після цього, введемо правило, що філософ має право брати спочатку виделку з меншим номером, і тільки після цього може брати виделку з більшим. Таким чином, якщо чотири філософи візьмуть виделки з меншим номером, на столі залишиться вільною тільки виделка 5. Філософ що знаходиться між 5 та 1 не зможе її взяти, бо він мусить спочатку взяти 1, яка вже зайнята, і тому її зможе взяти філософ що знаходиться між 5 та 4, і таким чином наїстись.
Цей розв'язок був запропонований Едсгером Дейкстрою.

### Приклад розв'язку проблеми мовою ANI[1]
```
philosopher
 
=
 
[]{

        
id
 
=
 
[
int
\
];

        
chopstick
 
=
 
[
int
\
];

        
nextPhil
 
=
 
[
philosopher
\
];

        
=
;

        
=
[
int
 
newId
]
 
{
 
[
\
newId
]
 
<->
id
;
 
}

        
getChopsticks
 
=
 
[
-->
 
?
]
 
{
 
\
chopstick
,
 
\
nextPhil
.
chopstick
 
-->
 
};

        
returnChopsticks
 
=
 
[
int
\
 
cs1
,
 
int
\
 
cs2
]
 
{
 
\
cs1
 
->
chopstick
;
 
\
cs2
 
->
nextPhil
.
chopstick
;
 
};

        
eat
 
=
 
[
int
\
 
cs1
,
 
int
\
 
cs2
 
-->
 
?
]
 
{

                
"Philosopher "
 
+
 
id
 
+
 
" eating...
\n
"
 
->
std
.
out
;

                
\
cs1
,
 
\
cs2
 
-->
;

        
};

        
{
 
std
.
randInt
 
std
.
delay
 
getChopsticks
 
eat
 
returnChopsticks
 
<-
 
};

};

numPhils
 
=
 
5
;

philPool
 
=
 
[
philosopher
[
numPhils
]];

numPhils
 
std
.
gen
 
<|
 
[
int
 
curId
]
 
{

        
curId
 
->
philPool
.[
curId
];

        
\
philPool
.[(
curId
 
+
 
1
)
 
%
 
numPhils
]
 
->
philPool
.[
curId
].
nextPhil
;

};

```